# Нагорний Михайло Петрович
Миха́йло Петро́вич Наго́рний (рос. Михаил Петрович Нагорный; 28 листопада 1917, с. Фірсівка, Ново-Воронцовська волость, Херсонський повіт, Херсонська губернія — 22 листопада 1972, м. Запоріжжя) — старший сержант Робітничо-селянської Червоної Армії, учасник нацистсько-радянської війни, Герой Радянського Союзу (1944).

## Біографія
Михайло Нагорний народився 28 листопада 1917 року селі Фірсівка (нині — Нововоронцовський район, Херсонської області, України). Після закінчення шести класів школи працював трактористом у колгоспі. В 1941 році Нагірного призвали на службу до лав Робітничо-селянської червоної армії. З листопада того ж року — на фронтах німецько-радянської війни. До вересня 1943 року гвардії старший сержант Михайло Нагорний був помічником командира шабельного взводу 58-го гвардійського кавалерійського полку 16-ї гвардійської кавалерійської дивізії 7-го гвардійського кавалерійського корпусу Центрального фронту. Відзначився під час битви за Дніпро.
28 вересня 1943 року взвод Нагорного переправився через Дніпро в районі села Нивки Брагінського району Гомельської області Білоруської РСР та брав активну участь у боях за захоплення і утримання плацдарму на його західному березі, відбивши дві німецькі контратаки. У критичний момент бою Нагорний замінив собою командира взводу й успішно керував підрозділом. Під час бою за Нивки взвод Нагірного опинився в оточенні, але Нагорному вдалося організувати кругова оборону і відбити всі атаки, прорвавшись до своїх.
Указом Президії Верховної Ради СРСР від 15 січня 1944 року за «зразкове виконання бойового завдання командування в боротьбі з німецькими загарбниками і проявлені при цьому мужність і героїзм» гвардії старший сержант Михайло Нагорний був удостоєний високого звання Героя Радянського Союзу з врученням ордена Леніна і медалі «Золота Зірка» за номером 3252.
Після закінчення війни Нагорний був демобілізований. Повернувся в рідне село, пізніше переїхав до Запоріжжя. Помер 22 листопада 1972  року.
Нагороджений також орденом Слави й медалями.
На честь Нагірного названа вулиця в селі Осокорівка, Нововоронцовського району, Херсонської області.